# Matanzas, Chile
Matanzas este un sat din provincia Cardenal Caro, regiunea O'Higgins, Chile, cu o populație de 590 locuitori (2012) și0o suprafață de  km2.